# 杭州蓝色钱江纵火案
杭州蓝色钱江纵火案，又称杭州保姆纵火案、6·22杭州小区纵火案，是指发生在中华人民共和国浙江省杭州市蓝色钱江小区的纵火事件。该案案发于2017年6月22日凌晨5时07分，保姆莫焕晶在蓝色钱江小区2幢1单元1802室用打火机点燃客厅内物品纵火，造成4人死亡。其后纵火者莫焕晶以放火罪、盗窃罪被批捕。2018年2月9日，本案一审宣判，莫焕晶被判死刑。
该案发生后随即引起网友的讨论，而与该案牽涉物業維護管理、公共應急處置系統、高楼层消防安全、保姆甄选机制等问题，也被多家媒体报道，引起广泛关注。然而莫焕晶表示对一审判决不服，向法院提起了上诉。二审5月17日上午9点在浙江省高级人民法院第二法庭开庭审理，二审驳回莫焕晶上诉，维持死刑原判。9月21日，莫焕晶被执行死刑。

## 背景

### 死者
该案死者为朱小贞，浙江丽水人，从事服装生意，丈夫是福建霞浦籍的理发师林生斌，于2005年结婚。婚后共育有三孩（均已遇害），分别是大儿子柽一（2007年5月23日出生，10岁）、女儿臻娅（8岁，小名阳阳，英文名Angela）和小儿子青潼（4岁，香港出生）。

### 案发位置
该案案发小区为蓝色钱江小区，是绿城房地产集团有限公司在杭州开发的高级住宅区，位于上城区之江路与望江东路交界处。起火房间为蓝色钱江二期小区的2幢1单元1802室，建筑面积360平方米，为四室两厅，于2012年由出租屋搬入入住。火警後四日，小區其他业主们在检查楼内的消防设施時，發現單位內消火栓的门不能迅速撬开、水管接口對接困難、消防设施检查有临时增补记录。

## 经过
2017年6月21日晚，莫焕晶用手机赌博，输光了连同当晚用林家一块手表典当所得款项在内的6万多元。为继续筹措赌资，她决定采取放火再灭火的方式，博取朱小贞的感激，以再次开口借钱。6月22日凌晨2时至4时，莫焕晶通过手机搜索“打火机自动爆炸”、“沙发突然着火”，“家里窗帘突然着火”等与放火有关的关键词信息。凌晨5时，她用打火机点燃书本，引燃客厅沙发、窗帘。
绿城物业称，当日（6月22日）凌晨5时，物業消防监控室接到楼道烟感报警信息。值班人员立刻通知值班保安前去确认火情。值班保安到2幢1单元确认火情后，立刻通知报警，5时7分，消防联动系统同时启动。杭州119指挥中心在期間亦陸續接到女事主、附近路人等报火警。
火灾发生后，消防员赶到现场灭火。当天清晨在救援时，朱小贞告知消防自己所處位置，邻居和保姆也通知保安所有的人被困在18楼，但救援人员始终没能进入到公寓最北面的小房间内，事後四人在此遇难。至5时54分火势得到控制，6时48分大火被扑灭。朱小贞和三个孩子当时仍处在家中最朝北女儿的房间，纵火后因吸入一氧化碳中毒，紧急送往浙医二院抢救，最终不治身亡。火灾还造成房屋和邻近房屋设施损毁，损失价值约257万元。莫焕晶在派出所做第一次笔录时并没有承认自己纵火，至第二次才承认。纵火当天，公安机关宣布莫焕晶被刑事拘留。

## 調查與審理

### 前期波折
杭州市人民检察院于6月28日受理杭州市公安局提请批准逮捕莫焕晶的案件材料后，经依法审查认为，莫焕晶涉嫌放火罪、盗窃罪，依据《中华人民共和国刑事诉讼法》第七十九条，于7月1日对其作出批准逮捕。8月21日，杭州市人民检察院以放火罪、盗窃罪对莫焕晶提起公诉。
7月17日，杭州公安消防局认定，绿城物业對事發公寓的消防安全管理存在多项问题。
而开庭前，4名火灾遇难者的家属林生斌，曾向杭州市公安消防局申请出具事故认定书，不獲接納。而被告人莫焕晶和她的辩护律师党琳山同样没有拿到。辯護人表示出警的84名消防员中，只有两人提供了证人证言，但不是第一批进入火场的消防员。其因而也申请了消防指挥官或者第一批进入火场消防员的出庭作证，但是法庭认为“没必要”。
2017年12月21日，杭州市中级人民法院公开开庭审理此案。庭审开始后，莫焕晶的辩护人律师党琳山再次重申草率庭審的各種缺失，要求指定杭州市中级人民法院以外的法院异地管辖保障審理公正，要求杭州中院停止审理该案。之后审判长告知辩护人，依照《中华人民共和国刑事诉讼法》第二十条、第二十四条的规定，杭州市中级人民法院依法对该案具有管辖权。党琳山隨即离庭抗議，审判长决定休庭，延期审理，事後指責被告律師的行動是「無視法庭紀律」。当日中午，林生斌在蓝色钱江小区举行媒体见面会，他认为党琳山擅自离庭是不负责任的，表示自己不能理解。同时，他希望法院尽快开庭。休庭之后，党琳山前往看守所会见莫焕晶，但看守所表示，党琳山已经不再是莫焕晶的辩护人，因此无法会见。
12月23日，广东省司法厅决定对党琳山的行为立案调查。广东省司法厅调查组初步认定，党琳山涉嫌在庭审过程中不遵守法庭纪律，未经许可擅自退庭，干扰诉讼正常进行，利用网络炒作案件，造成严重社会影响。
12月27日，莫焕晶向杭州中院书面提出不再另行委托辩护人，由法律援助律师为其辩护。杭州中院依法通知杭州市法律援助中心指派律师为被告人莫焕晶提供辩护。12月29日，杭州市法律援助中心指派的两位律师前往杭州市看守所会见了被告人莫焕晶，莫焕晶同意该两位律师为其提供辩护。2018年1月5日下午，北京市中闻律师事务所律师何兵前来杭州中院，通过该院诉讼服务中心材料收转窗口提交了被告人莫焕晶之父莫某签名的代为委托辩护材料。杭州中院将根据《刑事诉讼法》第三十三条及中华全国律师协会《律师办理刑事案件规范》第八条之规定，听取莫焕晶本人意见后依法处理。1月12日，莫焕晶接受杭州市法律援助中心指派的两名法律援助律师，继续担任其辩护人。

### 再度开庭与宣判
2018年1月29日，杭州中院发布消息，该案将于2月1日在杭州中院再次开庭审理。
杭州中院于2月1日上午9点重新开庭审理案件。上午的庭审中，公诉人围绕放火、盗窃等事实控罪询问被告人莫焕晶；诉讼代理人针对莫焕晶放火目的、点火的方式及其后行为、未及时报警的原因及救人行为发问；辩护人针对莫焕晶与被害人一家有无矛盾、是否故意点燃沙发和窗帘、着火后采取的救援行为发问；被害人林生斌质问莫焕晶为何放火加害对她非常照顾的朱小贞等人，在庭上公开指责莫焕晶说谎。莫承认放火和盗窃，但辩称放火是想通过先放火再灭火的办法，拿到被害人朱小贞的感激，以便再次向朱借款，表示她没有逃离现场，且配合警方救援行动。随后，公诉人在举证、质证环节中，围绕四组证据举证：其一是指控莫身负巨额赌债，为避债先后赴绍兴、上海当保姆，期间盗窃多名雇主家中财物；其二是指控莫在朱、林家当保姆期间多次盗窃；其三是指控莫放火；其四是归案经过、户籍证明等综合性证据。被害人及其诉讼代理人、莫对于第一、二组证据没有异议，但各方就第三组证据中的被告人供述进行详细质证。被害人诉讼代理人认为，莫关于产生放火动机的时间、点火时间、曾按过报警器、曾用榔头敲击玻璃试图救人、准备使用水桶接水救火等供述内容均不实，而莫及其辩护人提出莫并非故意点燃沙发和窗帘。莫及辩护人、被害人及诉讼代理人对被害人林的陈述没有异议。
公诉人在下午的庭审中提出了报警群众、参与灭火救援的物业和消防等人员、急救医生、邻居及被害人亲属等人证言。被害人诉讼代理人提出，消防员证言未反映第一时间的救火情况，部分物业人员证言真实性存疑，物业消防设施及管理存在问题。莫提出其有配合救援行为；辩护人指出消防救人指令不及时、搜寻路线不当，物业消防设施及管理、救援处置存在问题，莫有配合救援。对于打火机、水桶、榔头等物证，辩护人认为水桶和榔头印证莫有救火行为；诉讼代理人提出水桶实际上未用于救火；莫供述用榔头敲击玻璃试图救人是假的。诉讼代理人、被告人及辩护人对接警回执、急救病历、现场报警器记录、网络赌博记录等书面证据及火灾现场调查报告、火灾扑救情况、现场勘验笔录、法医尸体检验报告、法庭科学DNA鉴定书、物证检验报告、电子物证检验报告等鉴定意见，现场监控录像等证据没有异议，其中辩护人表示上述证据部分反映相关职能部门的救援沟通及物业消防设施存在问题，火灾现场调查报告不能替代火灾事故调查报告，申请参与现场勘验的民警出庭作证。民警作证时，辩护人围绕进行第二次现场勘查的原因、窗帘与沙发的距离、提取水桶的位置及桶内有无水、玻璃窗有无击打痕迹、被害人受困房间是否过火等方面提问，公诉人、被害人诉讼代理人和合议庭补充发问。各方对于第四组证据没有异议。在庭审的过程中，被害人家属林生斌突然咆哮，将诉讼代理人的保温杯扔向莫焕晶，砸中一名法警的脸，他被带出法庭。
在晚上的庭审中，被告莫焕晶在最后陈述中表示没有故意伤害被害人，对被害人一家深深地道歉，并悔罪认罪。案件结果择日宣判。
2018年2月9日，杭州中院在第二法庭宣判，以放火罪判处被告人莫焕晶死刑，剥夺政治权利终身；以盗窃罪判处其有期徒刑五年，并处罚金人民币一万元。二罪并罚，决定执行死刑，剥夺政治权利终身，并处罚金人民币一万元。2月25日，浙江省高级人民法院通报，该案被告人莫焕晶不服一审判决，向法院提起上诉。6月4日，浙江省高级人民法院宣布，二审驳回莫焕晶上诉，维持死刑判决。2018年9月21日，莫焕晶被依法执行死刑。执行死刑前杭州市中级人民法院通知莫焕晶近亲属称可以会见莫焕晶，但其家属明确表示不会见。

#### 被告
認定火災纵火者为莫焕晶（案发时33岁），广东东莞长安镇厦边社区人，高中学历，长期沉迷赌博，还曾借过高利贷。因身负高额债务，为躲债于2015年初到绍兴、上海等地打工，主要做专职保姆，曾三次因在雇主家中盗窃而被辞退。2016年9月，莫焕晶到上海一家职介机构登记，再次寻求保姆工作，在杭州面试时的当晚见到了雇主朱小贞。朱小贞看中的是莫会开车，每月工资7500元人民币。案发前，莫焕晶在朱小贞家中盗窃金器、手表等贵重物品进行典当、抵押，得款18万余元，至案发尚有评估价值19万余元的物品未赎回。莫焕晶于2018年9月21日被执行死刑。

### 懲處原辯護人
2018年2月3日晚間，广州市司法局对外通报，認定党琳山违反律师法等相关法律规章，决定停止其律師牌照六个月。有關決定是根据广东省司法厅《案件转办通知书》、浙江省杭州市中级人民法院《司法建议书》等材料下经局长办公会议研究决定。而律师张庭源认为，停业半年的处罚明显过重，且以退庭造成广泛影响为由亦缺乏理据，类似重罚可能引发业界寒蝉效应，令更多律师不敢坚持为委托人争取法定权益。

### 二审
2018年5月17日9时，杭州“蓝色钱江保姆放火案”在浙江省高级人民法院开庭审理。根据辩护人申请，合议庭继续传唤案发小区物业服务企业工作人员以及扑灭火灾的消防员到庭作证。6月4日15时，浙江省高级人民法院宣布，二审驳回莫焕晶上诉，维持死刑判决。9月21日，莫焕晶被执行死刑。

### 與消防局等主體的糾紛
2017年12月25日，林生斌向杭州市公安消防局通过书面形式送达《信息公开申请书》。此次申请公开的九项信息包括：1、省市消防部门联合调查组的调查结论；2、起火建筑小区物业消防安全管理落实不到位的证据；3、起火建筑小区物业管理单位应急处置能力不足的证据；4、起火建筑小区消防设施设置和消防设施运行不正常的证据；5、此起火灾扑救的战评与总结报告（文字、图表、照片、录像）；6、此起火灾火警接处警的录音计时记录；7、火灾现场指挥员下达的命令、指示和贯彻执行情况的文字记录或者现场录音摄录像和照片；8、抢救申请人妻子和三个孩子行动的文字记录或者现场录音摄录像和照片；9、采取火场侦察、灭火力量部署、战斗展开、破拆和火场供水等灭火措施的文字记录或者现场录音摄录像和照片。
杭州市公安消防局于2017年12月26日深夜回复称，将根据《政府信息公开条例》有关规定，在法定期限内做出答复。2018年1月15日，杭州市公安消防局书面告知林生斌延长答复期限15个工作日，依法答复期限应为2018年2月6日前。但截至3月2日受理申请机关仍未公开任何被申请信息，也未做出任何解释。
死者家屬林生斌多次申請公開未獲答覆的情況下，於2018年3月2日正式入禀杭州市上城區人民法院，請求法院責令杭州市公安消防局作出答覆。林提請的行政訴訟於3月7日，獲得杭州市上城區法院的受理答复。
到2018年5月尾，林生斌再入禀杭州市中級人民法院，控告杭州市公安局消防局、绿城集团多間公司與其他一些相關機構共九個主體，索赔1.3亿元。此次是追訴案發單位的物業管理與開發商，以及單位的建築設計、建築監理、建築消防設備供應商等的責任，訴狀獲得法院受理。不过，林生斌于2019年3月18日和被告方达成了庭外和解，撤销了相关的民事诉讼。

## 其他和後續
2017年6月23日，林生斌以“老婆孩子在天堂”为名开通新浪微博并持续更新，讲述案发经过和后续情况。7月12日，林生斌发布微博称，决定联合一些好友发起设立“潼臻一生”公益基金，以提升中国高层住宅防火减灾水平，促进家政服务业完善保姆的甄选管理机制等。而基金会工作已开始筹备。
2019年10月16日，林生斌开设網店「潼臻一生」售卖童装。
2020年，他在新浪微博发表文章，对关心其的网友表示感恩。

### 林生斌人设崩塌
2021年6月30日，林生斌宣佈自己新的妻子產下一女，引起较大争议。
网民根据他女儿出生日期和他这些年发的微博推算，质疑他一边深情怀念亡妻，一边另寻新欢、积极备孕。7月1日下午，林生斌亡妻朱小贞的哥哥发文，指责林生斌忘恩负义，并透露他独吞1.2亿的火灾意外赔偿款，还要和亡妻的父母对簿公堂。7月2日，纵火案事故物业绿城前员工发文爆料，指纵火案事发后第一个星期，林生斌就去找了营销公司和公关公司营造舆论。“从来没有一个男子在妻儿逝世以后的第一个星期就把利益得失算得如此清楚。我当时就知道林生斌总有一天会被舆论翻车。心疼三个小孩和母亲，但从来没有同情过林生斌一秒。”
随后网民综合信息对林生斌发出六项指控，包括在与前妻婚内就出轨、独吞赔偿金、为钱与前岳父岳母翻脸、用亡妻亡子卖惨立人设赚钱、捐的水井栏上写“童臻一生”少写三点水，以及故意挑6月30日宣布成立新家庭。

### 林生斌隐私被泄露
火灾发生后，有传言指出“遇难女主人的丈夫林生斌有作案嫌疑”，但被林生斌否认，表示他乘坐飞机从广州飞往杭州，不在案发现场。但作家刘信达对林生斌的上述言论持怀疑态度，随后他于2021年9月向航空公司查询林生斌的出行记录，均未发现其在2017年6月存在飞行记录，还将记录查询的通话录音发布在微博上。刘信达表示，他获得的林生斌个人信息是由网民提供的，通话录音发到网上的目的是要“揭穿林生斌的谎言”。2022年5月，林生斌将刘信达、微博公司告上法庭，法院于2024年1月判决刘信达构成对侵犯隐私权，要求在相应网络平台上使用发布侵权内容的账号向林生斌赔礼道歉，并置顶持续不少于72小时，同时赔偿林生斌精神损害抚慰金8000元和维权费用30000元。刘信达不服判决提出上诉，认为“其查询并公布林生斌的出行记录是正当的舆论监督，不构成侵犯隐私权”。而在2021年8月3日，杭州市联合调查组通报称，未发现林生斌参与策划、实施该案的事实。

## 分析
火灾发生后，其他业主对蓝色钱江小区的消防安全情况作出质疑。在检查消防设施过程中，业主发现小区存在消火栓的门用工具五分钟撬不开、水管接口接不上、消防设施检查记录临时增补等现象。此外业主还发现，消防器材检查记录卡上的检查时间分别是“17年1月15、2月15、3月15、4月15、5月15、6月15”，检查结果填写的都是“正常”；但业主用手指涂抹，发现字迹还未干透。另外，网络上也出现了一些关于是否需要修改相关法规，强制要求高层居民楼的住户必须配有烟感报警和自动灭火装备的声音。
另一方面，该案还牵涉到保姆甄选机制、社区自治和公共参与问题，因而引起民众的广泛关注。

## 各方反应

### 绿城物业反应
火灾发生后的2017年6月28日，绿城物业以《致哀，回答》一文回应称：“今业主遭此大难，我司受万千鞭挞也只能静默承受，只为未能让我们的姐妹、孩子逃出生天痛心、惋惜。”绿城物业还表示，火灾发生当日，报警和消防设备及时开启，并及时发出了消防广播通知，但有部分业主未听见。另外，消防栓已经经过检测，水压正常。针对消防器材检查记录卡被涂改的问题，绿城表示由于保安员心理压力巨大，个别保安员在发现漏检消火栓后擅自涂改了消防器材检查记录，绿城物业管理层将作出自我整顿。然而，这一回应并未得到一些人的认同，认为“绿城回应无诚意”。

### 官方反应
2017年7月，杭州市公安消防局参谋长陈骏华针对该案所涉及的消防安全问题时表示，蓝色钱江小区的物业消防安全管理确有落实不到位的情况。具体情况包括：绿城物业未按规定严格落实巡查制度，事后有关人员补填部分消防器材检查记录表；消防车道被绿化覆盖；火灾发生时，消控室值班人员中有一人无证上岗，且水泵房的消火栓泵控制开关未处于自动状态；室内消火栓箱门用大理石装饰包裹，部分开启不便。另外，物业管理单位应急处置能力不足。具体情节包括消控室值班人员对消火栓泵控制开关处于手动状态不掌握和工程部值班人员处置不及时。